# 亞比安Victor VT系列巴士
亞比安勝利者（Albion Victor VT）為位於英國蘇格蘭格拉斯哥的亞比安車廠生產的一款前置引擎單層巴士底盤。

## 歷史
勝利者巴士最先於1937年推出，早期型號是PK。推出當年是市場上唯一只有電油引擎選擇的巴士。到了第二次世界大戰結束後，勝利者都是亞比安最暢銷的其中一款產品，其中勝利者更打破六汽缸引擎的慣例，推出四汽缸的選擇，而FT車系亦取代戰前的PK車系。
到了1951年，利蘭車廠以三百萬英鎊將亞比安車廠收購，勝利者的引擎亦被改配利蘭的引擎。
亞比安於1959年推出了VT車系取代了往日的FT車系，首個型號是VT15，當時仍舊使用FT系最後的FT39中使用的5.48公升四汽缸柴油引擎，直至亞比安推出VT17A後才採用利蘭的EO.350引擎，同時改用了同款引擎的VT15型號則是VT15A。
到了1962年，利蘭推出了EO.370引擎可供選擇，裝上這款引擎的VT17被稱為VT17B。同時亞比安又推出軸距達17呎8.5吋的新型號VT21L，但在市場並沒有取得成功。後來又推出了使用同款引擎但軸距縮短至16呎1吋的VT23L，這些巴士都是提供給海外市場的。最後的勝利者產品於1966年推出，此後，勝利者被同廠的維京取代。
除此以外，亞比安亦基於Victor的底盤發展出載重量為6.6噸的VT19N貨車，軸距長15呎6吋，比旗下的Chieftain的13呎6吋更長。

## 香港

### VT17AL
九龍巴士於1960年首次購入亞比安的產品，型號是VT17AL，VT車系於1959年從FT車系中轉變而來的。連同樣辦車在內，九巴一共購入了101部同款巴士。這批巴士的軸距長17呎3吋，由於基本型的VT17A軸距是15呎6吋，這個加長型就被稱為VT17AL。如前所述，由於是A型，因此巴士是配備利蘭EO.350六汽缸引擎，車身由英國鋁材（British Aluminium Company）提供，並以散件形式運到香港裝嵌可容39-42個座位的車身。巴士共有兩個位於兩條車軸後的車門，車門附有手動鋼管拉閘，並且每邊車門都各自由一名售票員操作。到了七十年代，九龍巴士推行「一人售票」模式時，將閘門改裝為電動車門，售票員減為一人並有固定座位。到了推行一人控制巴士模式，連售票員亦取消，乘客需於前門上車，尾門下車。
這些巴士早前行走市區至東九龍等當年雙層巴士難以行駛的市區路線，如來往觀塘至老虎岩（樂富）的2C線。到了七十年代，有最多32部亞比安VT17AL巴士被改裝為訓練巴士，當中8部後來又重新改為載客用途。後期這些巴士被安排行走荃灣區，再後期這些巴士被安排行走新界區偏遠的路線，部份巴士更換上來自退役的VT23L的EO.370引擎，最後三部VT17AL於1987年11月26日全數退役。

### VT23L
九龍巴士並於1963年再度向亞比安購入勝利者系列巴士，型號為VT23L，數量達100部，是一款介於VT17AL及維京系列（Viking）巴士間的型號。其軸距比VT17AL為短，只有16呎1吋，但車身仍維持於30呎長，闊度亦達7呎10吋。引擎採用利蘭為出口市場研發的EO.370引擎，動力達106匹馬力，配同廠的五前速手動波箱。車身方面，九龍巴士這次採用了金屬部份提供的41座位車身，同樣配上鋼管手動拉閘的前門及尾門，而這些手動拉閘最終於推行一人控制巴士時被電動閘門取代。
由於軸距較短，靈活性較VT17AL為佳，九龍巴士因此VT23L被安排行走市區至元朗、上水及西貢的主力，後期則被安排行走新界的區內線及郊區線，最後一部VT23L已於1984年全數退役。

## 斐濟
斐濟的Pacific Transport於1961年購入了一批VT17巴士，配當地的P.A. Lal & Co車身。這些巴士於2010年代仍然行走，但被重建車身。

## 澳洲
澳洲有多家巴士公司都有採用VT巴士，大部份都是VT17。其中悉尼的Oliveri's Transport公司於六十年代引入一批VT17BL長軸距巴士，配上客車車身並服務郊區路線。另外，在新南威爾士的Sinclair's Bus Service也有使用過同款巴士，並配上Cheetham & Borwick車身。